# Liste jüdischer Friedhöfe in Slowenien
Die Liste jüdischer Friedhöfe in Slowenien gibt einen Überblick zu jüdischen Friedhöfen (Židovský cintorín) in Slowenien. Die Sortierung erfolgt alphabetisch nach den Ortsnamen.

## Liste der Friedhöfe
| Bezeichnung                       | Bild | Ort                       | Weitere Informationen |
| --------------------------------- | ---- | ------------------------- | --------------------- |
| Jüdischer Friedhof (Lendava)      | 2007 | Lendava                   |                       |
| Jüdischer Friedhof (Ljubljana)    |      | Ljubljana                 |                       |
| Jüdischer Friedhof (Maribor)      |      | Maribor                   |                       |
| Jüdischer Friedhof (Ptuj)         |      | Ptuj                      |                       |
| Jüdischer Friedhof (Rožna Dolina) |      | Rožna Dolina, Nova Gorica |                       |